# Gazosa
I Gazosa sono un gruppo musicale pop rock italiano, formatosi a Roma nel 1998 dall'incontro dei quattro giovanissimi componenti, in quel periodo preadolescenti, prodotto e portato alla ribalta negli anni successivi da Caterina Caselli. La collaborazione durò fino al 2003, anno dello scioglimento. 
Si riuniscono, senza Jessica Morlacchi, nel 2022 dopo quasi vent'anni dalla separazione.

## Storia

### Gli inizi
La band si è costituita a Roma e la sua particolarità era la giovane età dei componenti: una media di 12 anni al debutto ufficiale. Caratteristica comune dei membri è stata quella d'aver appreso i primi rudimenti in tenera età, spesso per opera dei genitori musicisti. Il primo incontro fra i giovani di questa futura band avvenne nel 1998 a Roma, quando Jessica Morlacchi (all'epoca 11 anni, cantante e bassista) e i fratelli Valentina (13 anni, tastierista) e Federico Paciotti (11 anni, chitarrista) conobbero Vincenzo Siani, soprannominato "Vinnie" (12 anni, batterista).
La comunanza d'interessi e l'affiatamento dei quattro ragazzi sfociò presto nella nascita del primo embrione del gruppo sotto il nome, da loro scelto, di Eta Beta: con questo nome i giovani faranno alcune apparizioni nel programma per ragazzi Disney Club di Rai 2. Il nome della band venne presto mutato in Zeta Beta dagli addetti degli studi televisivi "Stemma" di Roma, in occasione della prima registrazione ufficiale del singolo Mamma Mia, cover della famosa canzone disco del 1975 degli ABBA, pubblicata da questa nuova band nel 1999, sotto la produzione discografica di Caterina Caselli, cantante e produttrice con la quale il gruppo firmò un contratto il 21 luglio di quello stesso anno. Caselli produsse, sotto la propria etichetta, anche il loro omonimo album Gazosa, una raccolta di cover e di inediti per lo più in inglese, uscita nel 2000.

### La partecipazione al Festival di Sanremo e il successo
L'uscita dell'album, sotto l'etichetta discografica Sugar, ha aperto al gruppo numerose occasioni di esibizione: la prima apparizione in televisione è stata nel programma Taratata su Rai 1, seguita da una partecipazione al Giffoni Film Festival, e altre ospitate a seguire, fra cui Bravo Bravissimo su Rete 4 e Carràmba! Che fortuna su Rai 1; ma l'affermazione al grande pubblico è avvenuta nel 2001, anno di grande soddisfazione per il quartetto grazie a tre grandi avvenimenti: la vittoria (per la prima volta assegnata a dei giovanissimi) nella sezione "nuove proposte" del 51º Festival di Sanremo con la canzone Stai con me (Forever); il primo tour estivo in concomitanza del singolo di successo www.mipiacitu scritto e prodotto sotto l'ala protettrice di Robyx (alias Savage), già jingle in una campagna pubblicitaria di telefonia con testimonial Megan Gale e tormentone estivo di quell'anno, con il quale hanno partecipato anche al Festivalbar; e per finire l'interpretazione della colonna sonora di Atlantis - L'impero perduto, film d'animazione della Walt Disney, con una canzone dal titolo Segui i sogni. In quell'estate è stato pubblicato anche il loro secondo album, anch'esso intitolato www.mipiacitu e pubblicato il 1º luglio dall'etichetta Universal.

### Il ritorno al Festival di Sanremo e lo scioglimento
Nel 2002 vi è stata una nuova partecipazione al Festival di Sanremo con il brano Ogni giorno di più, nella categoria "Big", che si è piazzato decimo. Sempre in quell'anno hanno inciso il loro terzo album Inseparabili e hanno eseguito il loro secondo ed ultimo tour estivo. L'anno seguente hanno pubblicato il loro ultimo singolo, Nessuno mi può giudicare, una rilettura dell'omonimo successo della loro produttrice Caterina Caselli, interpretato insieme a Tormento dei Sottotono, che ha cantato una inconsueta parte rap della canzone, avendo come base musicale Bring Me to Life degli Evanescence. Nel 2003, di comune accordo, i Gazosa si sono divisi.
Dopo lo scioglimento per alcuni anni seguono saltuarie esibizioni con nuovi membri e il solo Vincenzo Siani della formazione originale, per poi cessare definitivamente a fine 2010.

### La reunion
Per festeggiare la loro vittoria a Sanremo nel 2001, i Gazosa si riformano nel 2022 senza Jessica Morlacchi, pubblicando il singolo L'Italiano. La formazione inizia con un concerto ad Andora. Segue in autunno la pubblicazione di un altro singolo, Gentleman.

## Formazione

### Formazione attuale
- Federico Paciotti – voce e chitarra (1998-2003, 2022-presente)
- Valentina Paciotti – voce e tastiere (1998-2003, 2022-presente)
- Vincenzo Siani – voce e batteria (1998-2003, 2022-presente)

### Ex componenti
- Jessica Morlacchi – voce e basso (1998-2003)

## Discografia

### Album in studio
- 2000 – Gazosa
- 2001 – www.mipiacitu
- 2002 – Inseparabili

### Raccolte
- 2019 – Il meglio dei Gazosa

### Singoli
- 1999 – Mamma mia
- 2000 – Please
- 2001 – Stai con me (Forever)
- 2001 – www.mipiacitu
- 2001 – Segui i sogni (dalla colonna sonora di Atlantis - L'impero perduto)
- 2002 – Ogni giorno di più
- 2003 – Nessuno mi può giudicare (con Tormento)
- 2022 – L'Italiano
- 2022 – Gentleman